# Aïn Fetah
Aïn Fetah (în arabă عين فتاح) este o comună din provincia Tlemcen, Algeria.
Populația comunei este de 7.352 de locuitori (2008).